# Saccolongo
Saccolongo es una localidad y comune italiana de la provincia de Padua, región de Véneto, con 4.688 habitantes.

## Evolución demográfica
| Gráfica de evolución demográfica de Saccolongo entre 1861 y 2001 |
|                                                                  |
| Fuente ISTAT - elaboración gráfica de Wikipedia                  |